# Aek Botung
Aek Botung is een bestuurslaag in het regentschap Mandailing Natal van de provincie Noord-Sumatra, Indonesië. Aek Botung telt 650 inwoners (volkstelling 2010).